# Charles d’Éon

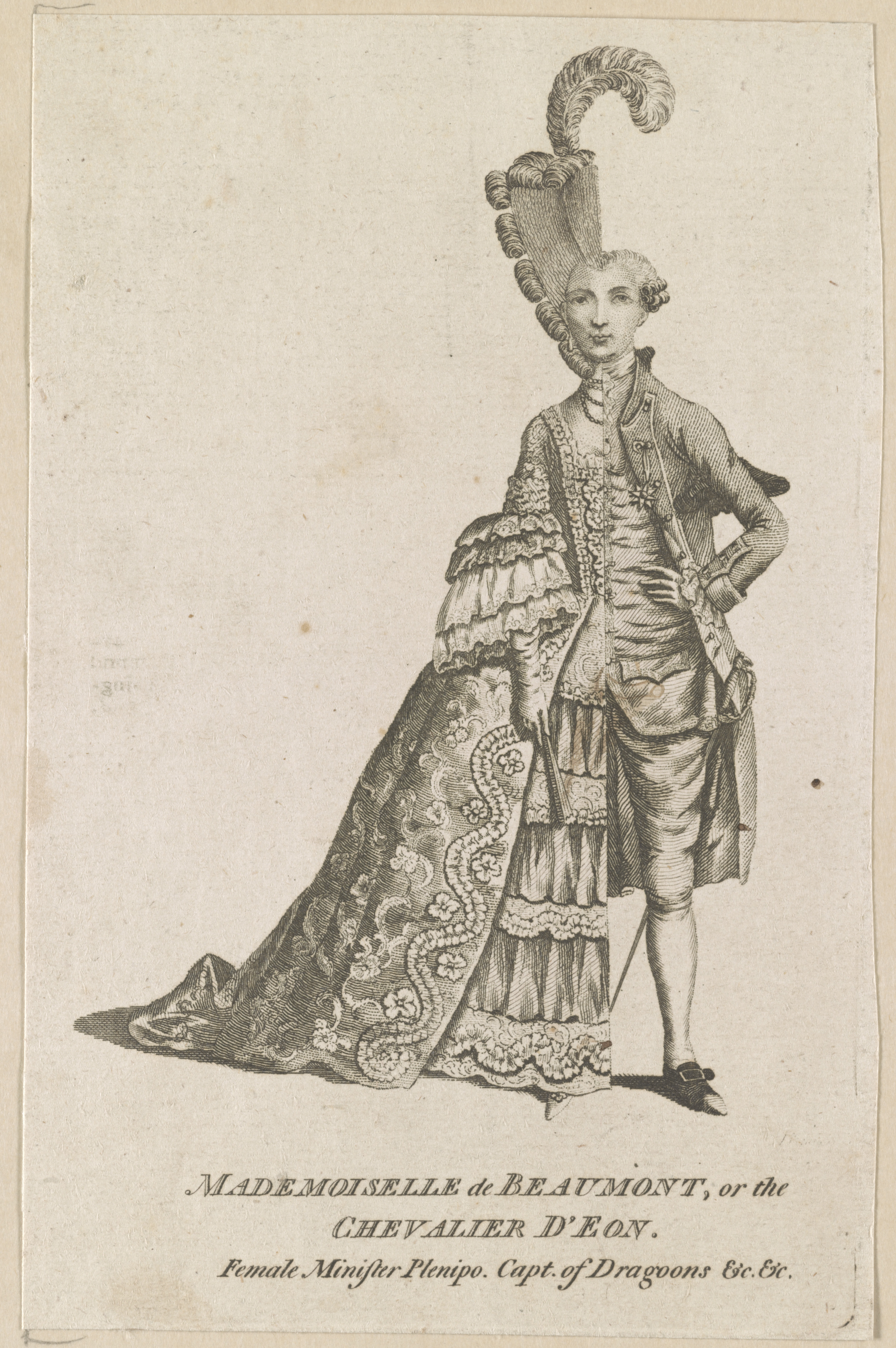
Karykatura d’Éona przebranego za mężczyznę i kobietę jednocześnie, 1777

Charles d’Éon, właśc. Charles-Geneviève-Louis-Auguste-André-Timothée d’Éon de Beaumont (ur. 5 października 1728, zm. 21 maja 1810) – francuski dyplomata, szpieg, żołnierz, mason. Zasłynął z noszenia damskich sukien i podawania się za kobietę; jego anatomiczną płeć jednoznacznie ustalono dopiero po śmierci. Posługiwał się różnymi imionami, był znany jako Chevalier d’Éon (kawaler d’Éon), Mademoiselle d’Éon (panna d’Éon).

## Życiorys
Charles d’Éon urodził się w Tonnerre jako syn adwokata Louisa d’Éon de Beaumont i Françoise de Chavanson. Większość informacji o wczesnych latach życia d’Éona pochodzi z jego autobiografii, której wiarygodność jest kwestionowana. Akt urodzenia wyraźnie określa płeć narodzonego jako mężczyzny. Matka miała do ukończenia przez niego 7 lat – rzekomo dla zabawy – przebierać za dziewczynkę, wykorzystując ubranka drugiego dziecka, córki Lei. Biografowie podkreślali fizyczną, niemal dziewczęcą, wątłość chłopczyka. Źródłem wątpliwości były też dwa pierwsze imiona dziecka, pasujące do obu płci – pod ich żeńskimi wersjami d’Eon miał być jako trzyletnie dziecko ofiarowany Najświętszej Maryi Pannie.
W 1749 d’Éon ukończył Collège Mazarin w Paryżu i rozpoczął służbę w administracji. W 1758 został mianowany królewskim cenzorem historii i literatury.
W wolnych chwilach wprawiał się w szermierce. Był drobny, delikatny, ale za to sprytny. Zwinności fizycznej dorównywała bystrość umysłu. Wyróżniał się erudycją i inteligencją.
Pewnego dnia d’Eon założył się z przyjaciółmi, że przebierze się za kobietę i będzie ją udawał tak dobrze, że na żart nabierze się nawet Madame Pompadour, kochanka Ludwika XV. D’Eon wygrał zakład, oklaskiwał go nawet król, który był zachwycony metamorfozą. Zdolności te w połączeniu z doskonałą mimiką oraz andrygonicznymi, jak niektórzy zwracają uwagę, cechami fizycznymi sprawiły, że d’Eon świetnie sprawił się jako szpieg – jeden z trzydziestki tajnych agentów Le Secret du Roi. Dołączył do niego w 1756. Realizował wyłącznie zlecenia królewskie, często bez wiedzy ministrów i wbrew oficjalnej polityce międzynarodowej.
Od 1743 wersalski dwór nie miał w Petersburgu nawet konsula, załatwiając bieżące sprawy przez domy handlowe. Książę Conti, kierujący Le Secret du Roi, postanowił wyprawić do Imperium Rosyjskiego d’Eona wraz z towarzyszami, mając nadzieję, że występujący pod przykrywką Lei de Beaumont (własnej siostry) szpieg wybada stan negocjacji rosyjsko-angielskich i dotrze do cesarzowej Elżbiety. Dyplomata w kobiecym przebraniu nie wzbudził podejrzeń, ponieważ, jak zapisano w aktach francuskiego ministerstwa, był młody, drobnej postury (wysoki na 5 stóp i 4 cale), o pełnej piersi, nogami zaś miał takie, że predystynowały go do przebieranek. Wyróżniał się niebieskimi oczyma, nienaturalnie wysokim jak na mężczyznę głosem oraz młodzieńczą zdrową cerą. W odpowiedniej chwili d’Eon ujawnił prawdziwą tożsamość i dostarczył carycy list od Ludwika XV ukryty w oprawie dzieła Monteskiusza. W rezultacie Rosja odwróciła się od planowanego sojuszu z Anglią, a zawarty w maju 1756 traktat francusko-austriacki doczekał się w roku następnym rosyjskiego podpisu. Na Wersalu rozeszła się plotka, że d’Eon jest hermafrodytą. Kiedy sojusz zaczął się łamać, d’Éon wrócił w 1758 do Petersburga pod własnym nazwiskiem jako sekretarz ambasady. Zwracano uwagę na jego niesamowite podobieństwo do siostry. W tym czasie Bestużew został oskarżony o spiskowanie z żoną następcy tronu Piotra, księżniczką Katarzyną, a sojusznik Francji, Michaił Woroncow, został mianowany kanclerzem. d’Eon wracał z rosyjskiej stolicy z ratyfikowanymi traktatami francusko-rosyjskimi.
Powrócił do Francji w 1761 i pracował jako sekretarz ambasadora, chargé d'affaires, a ostatecznie tymczasowy poseł pełnomocny przy brytyjskim tronie, działając zarówno w interesie ministra spraw zagranicznych, jak i Le Secret du Roi. Chcąc skompromitować dyplomatę, przeciwnicy polityczni zaczęli plotkować, że jest kobietą. Ten wyzywał na pojedynek każdego, kto ośmielał się wątpić w jego męskość. Został wkrótce kapitanem dragonów, walczył w wojnie siedmioletniej. W nagrodę za przewiezienie do Wersalu podpisanego przez Jerzego III traktatu pokojowego z Francją d’Éon zyskał oficjalne prawo do tytułu kawalera (chevalier) oraz przysługujący mu za odwagę na polu walki order św. Ludwika, który odebrał 30 marca 1763.
Nie skąpił pieniędzy na przyciąganie londyńskich elit wystawnymi przyjemnościami. Jako Charles i jako Lea – występował bowiem raz jako mężczyzna, innym razem jako kobieta – stał się ważną osobistością na angielskim dworze. Obie tożsamości d’Eona – osobistości lubiące pokazać się i błyszczeć w towarzystwie, obdarowując znajomych – sprawiły, że zaczął popadać w długi.
W 1763 został ministrem pełnomocnym w Londynie, którą to funkcję wykorzystał do pracy szpiegowskiej. Wkrótce potem musiał opuścić posadę z powodu konfliktu z przełożonymi, których usiłował szantażować zdradzeniem planów inwazji francuskiej na Wielką Brytanię. Następne lata spędził w Londynie na wygnaniu. W 1764 opublikował Lettres, mémoires, et négociations particuliéres, nie zdradził w nich jednak francuskich planów inwazji. W 1766 otrzymał od króla Francji pensję. Ambasada francuska w Londynie ogłosiła, że d’Eon jest kobietą, co miało go zdyskredytować w oczach wszystkich, z którymi miał kontakt. Pomysł był chybiony – londyńczycy zachwycali się dyplomatą, sprzedawano ryciny z jego podobiznami. Chociaż po Londynie przechadzał się zazwyczaj w wojskowym mundurze, na giełdzie przez rok obstawiano zakłady o jego prawdziwą płeć. Sam d’Eon nie odnosił się do plotek. Kontynuował pracę szpiega, jednocześnie poświęcając się swojemu hobby – bibliofilstwu; w swojej rezydencji w Londynie zgromadził 6 tys. książek i 500 rzadkich manuskryptów.

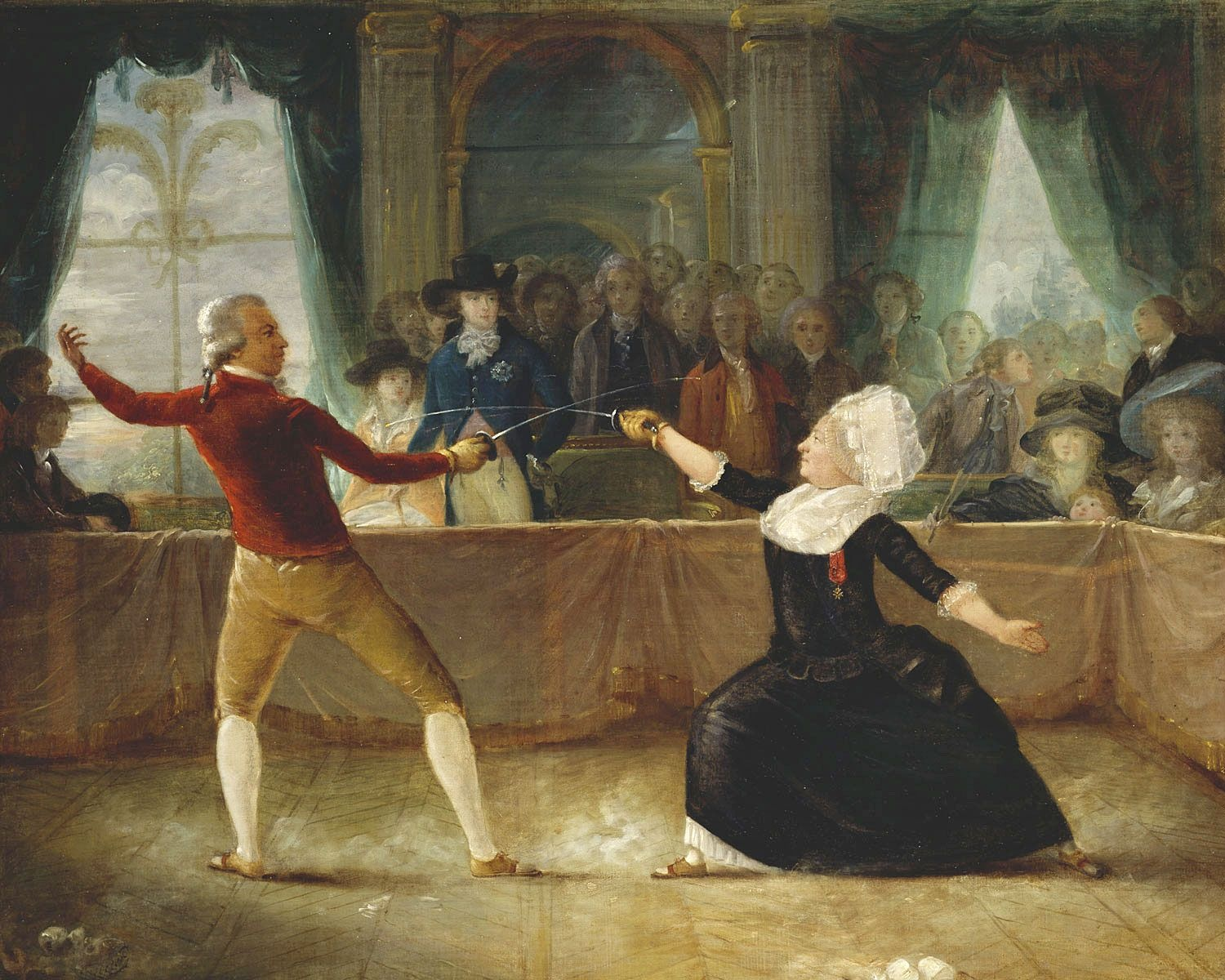
Mecz szermierki między kawalerem de Saint-Georges (z lewej) a kawalerem d’Éon, który odbył się w Carlton House 9 kwietnia 1787. Jednym z widzów był książę Walii, na którego zamówienie powstał obraz

W 1777, po śmierci Ludwika XV, powrócił do Francji, gdzie ogłosił, że jest kobietą. Było to warunkiem postawionym podczas negocjacji z Ludwikiem XVI, które w imieniu króla prowadził Beaumarchais. Pamflecista Théveneau de Morande ogłosił w Londynie drukiem, że 3 lipca 1774 r. Charles-Genevieve d’Éon objawił mi z własnej woli swą płeć, pokazując pierś, a nawet pozwolił wsunąć rękę pod kołdrę. To była prawdziwa kobieta!. Doktor Le Goux, dawny medyk ambasady francuskiej, potwierdził oświadczenie powagą swej naukowej wiedzy. W dniu 25 sierpnia 1775 d’Eon oddał wszystkie posiadane przez siebie tajne dokumenty i oficjalnie potwierdził, że w dzieciństwie jego płeć ukryła matka. Król oświadczył, że Charles Genevieve Louise Augusta Timothee d’Éon de Beaumont niniejszym jest zobowiązany do porzucenia munduru dragona, (…) i ma powrócić do stroju właściwego jego przyrodzonej płci; jest zabronione, by pokazywał się w jakiejkolwiek części królestwa w innym stroju niż ten, który przystoi kobiecie. Zagwarantowano mu środki na zakup drogiej garderoby, a królowa Maria Antonina wysłała mu kilka gorsetów oraz dwórki do służby. Do końca 1777 d’Éon został uznany za kobietę we Francji i Anglii. Dzięki temu mógł też liczyć dożywotnio na królewską pensję. Jako panna d’Éon miał zajmować się rodową rezydencją w Tonnerre oraz wyrobem wina.
Po wybuchu wojny o niepodległość Stanów Zjednoczonych próbował zaciągnąć się do oddziałów wspomagających powstańców, ale nie uzyskał pozwolenia. Następne sześć lat spędził przymusowo w rodzinnej miejscowości.
Między 1777 a 1780 d’Eon przeżył głębokie nawrócenie religijne, bliska stała mu się ideologia jansenistyczna. Za Listem do Galatów zaczął uważać, że w niebie nie ma rozróżnienia ze względu na płeć. Bóg zaś daje każdemu ciało, jakie uważał, że do niego pasuje. We wspomnieniach wydanych w 1779 twierdził, że urodził się dziewczynką, a został wychowany jako chłopiec, ponieważ – zgodnie z kontraktem ślubnym – ojciec liczyć mógł na pokrycie długów spadkiem żony jedynie po spłodzeniu męskiego potomka. Początkowo Charles myślał, że chwałę zdobędzie jako dyplomata i żołnierz w służbie Francji, jednak ze względu na to, że męskość jest od narodzenia skażona przyrodzonym złem, nie mógł stać się cnotliwym człowiekiem. Za zło na świcie zaczął winić mężczyzn, a kobiecość traktował jako coś duchowego. Został kobietą, ponieważ życie jako płeć przeciwna do jego biologicznej było szansą na moralne odrodzenie. Cnota kobiety triumfuje we mnie – pisał po transformacji. Jako szpieg mógł mieć bardziej pragmatyczny powód oficjalnego uznania się za kobietę – zabrakło mu pieniędzy i by przeżyć, musiał wrócić do Francji.

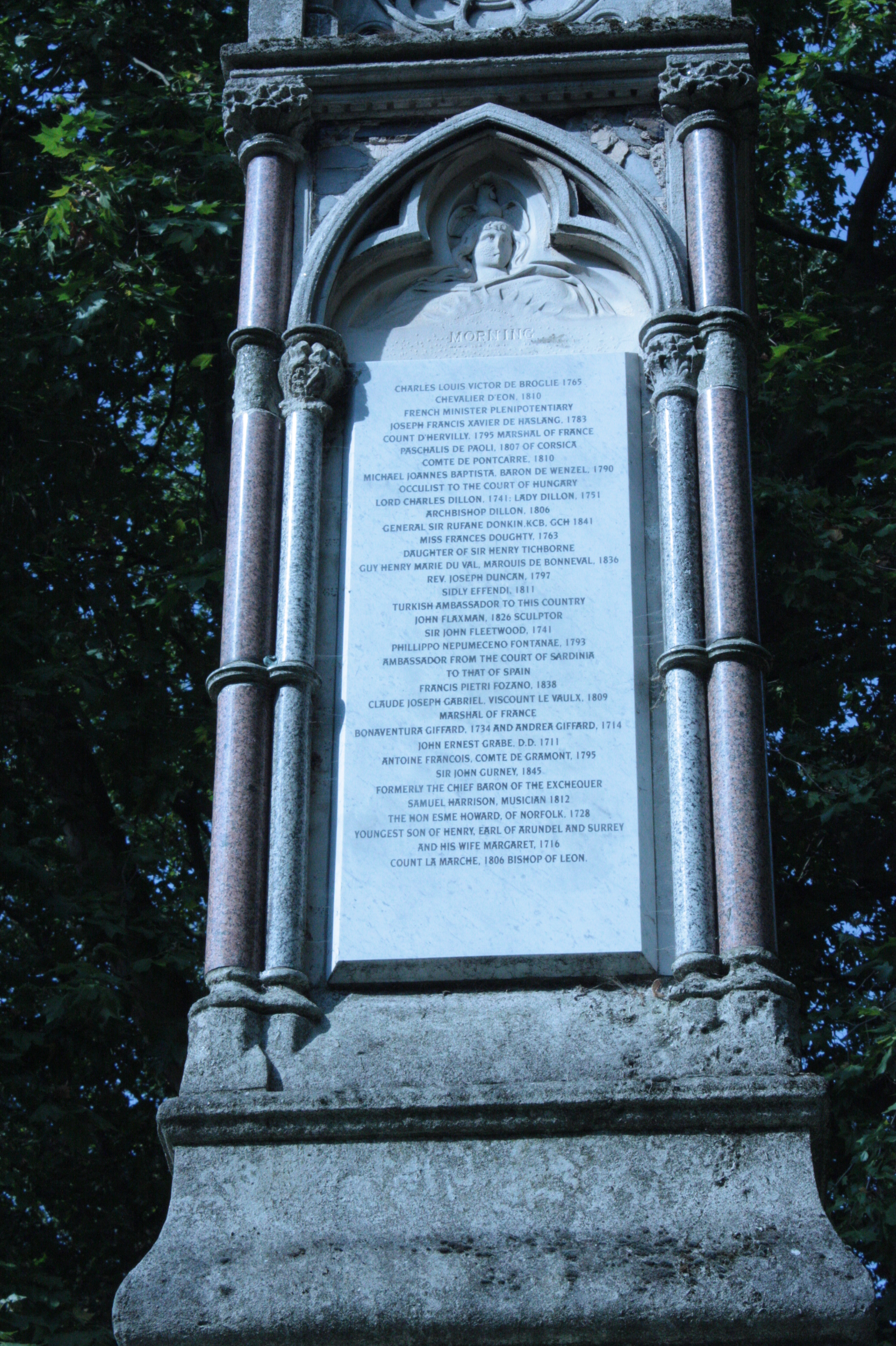
Fragment pomnika w St Pancras Gardens w Londynie, na którym umieszczono nazwisko d’Éona

W 1779 opublikował swoje pamiętniki La Vie Militaire, politique, et privée de Mademoiselle d’Éon.
Sześć lat później powrócił do Wielkiej Brytanii. W wyniku francuskiej rewolucji utracił pensję i był zmuszony sprzedać swoją bibliotekę. W 1792 roku wysłał list do francuskiego Zgromadzenia Narodowego z propozycją wystawienia dywizji kobiecej do walki przeciw Habsburgom, ale ofertę odrzucono. Chciał jak Joanna d’Arc wystąpić jako kobieta w męskim stroju, by walczyć i umrzeć za naród, Prawo i Króla. Sam walczył jednak w wojsku, został ranny w 1796.
Od 1795 d’Éon nawiązał znajomość z wdową po angielskim admirale, Mary Cole. Przez 15 lat prowadzili razem gospodarstwo domowe przez 15 lat. Resztę życia spędził w biedzie w Londynie, przez cały czas nosząc kobiece suknie.
Zmarł w Londynie w 1810, a autopsja wykazała, że anatomicznie był mężczyzną. Lekarz M. Copeland, który badał jego ciało w obecności m.in. kilkunastu członków Akademii Medycznej Wielkiej Brytanii, oświadczył, zmarły od urodzenia był mężczyzną, miał pod każdym względem doskonale uformowane męskie narządy. Lekarz zapisał też, że ciało prezentowało nienaturalną krągłość kończyn, miał słabo wykształcony zarost, gardło było bez dwóch zdań żeńskie, ramiona kwadratowe, piersi nienaturalnie pełne; ramiona, dłonie i palce solidne; biodra bardzo małe, a nogi i stopy podobne do ramion. Dziś twierdzi się, że być może d’Eon cierpiał na zespół Kalmanna powodujący niepełny rozwój cech płciowych. Ciało pochowano na cmentarzu Saint-Pancrace. Na nagrobku umieszczono napis „Éon de Beaumont 1728–1810”, bez imion i jakichkolwiek danych wskazujących na płeć.
Nie są znane jakiekolwiek związki miłosne d’Éona – ani jako kobiety, ani jako mężczyzny. Niektórzy wskazują na istnienie kochanki Nadzieżdy, którą d’Eon poznał podczas pobytu w Petersburgu, miał z nią dziecko, wreszcie, spędził z nią ostatnie lata życia w Londynie. W czasie pierwszej misji szpiegowskiej d’Eon miał mieć romans z carycą Elżbietą. Podejrzewano go o romans z królową Zofią Charlottą.

## Upamiętnienie
Od jego nazwiska utworzono jedną z synonimicznych nazw transwestytyzmu – eonizm.
Jego życiu poświęcono kilka książek, sztukę teatralną i serial anime (Le Chevalier d’Éon). Pojawia się w grach i serialach.
Jego imię nosi The Beaumont Society.
Jego nazwisko umieszczono na pomniku The Burdett-Coutts w St Pancras Gardens w Londynie.

## Galeria

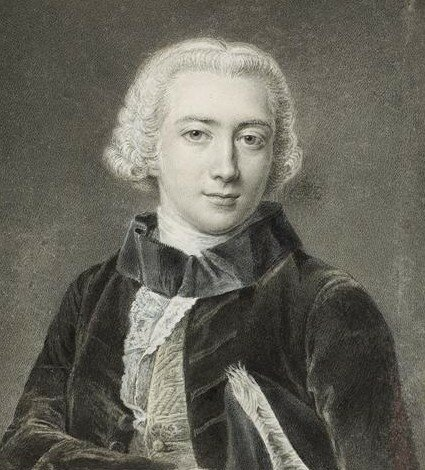
d’Éon na portrecie autorstwa Augustina de Saint-Aubin, XVIII wiek
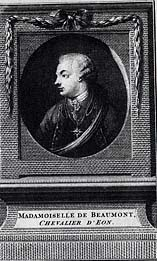
d’Éon jako młody mężczyzna
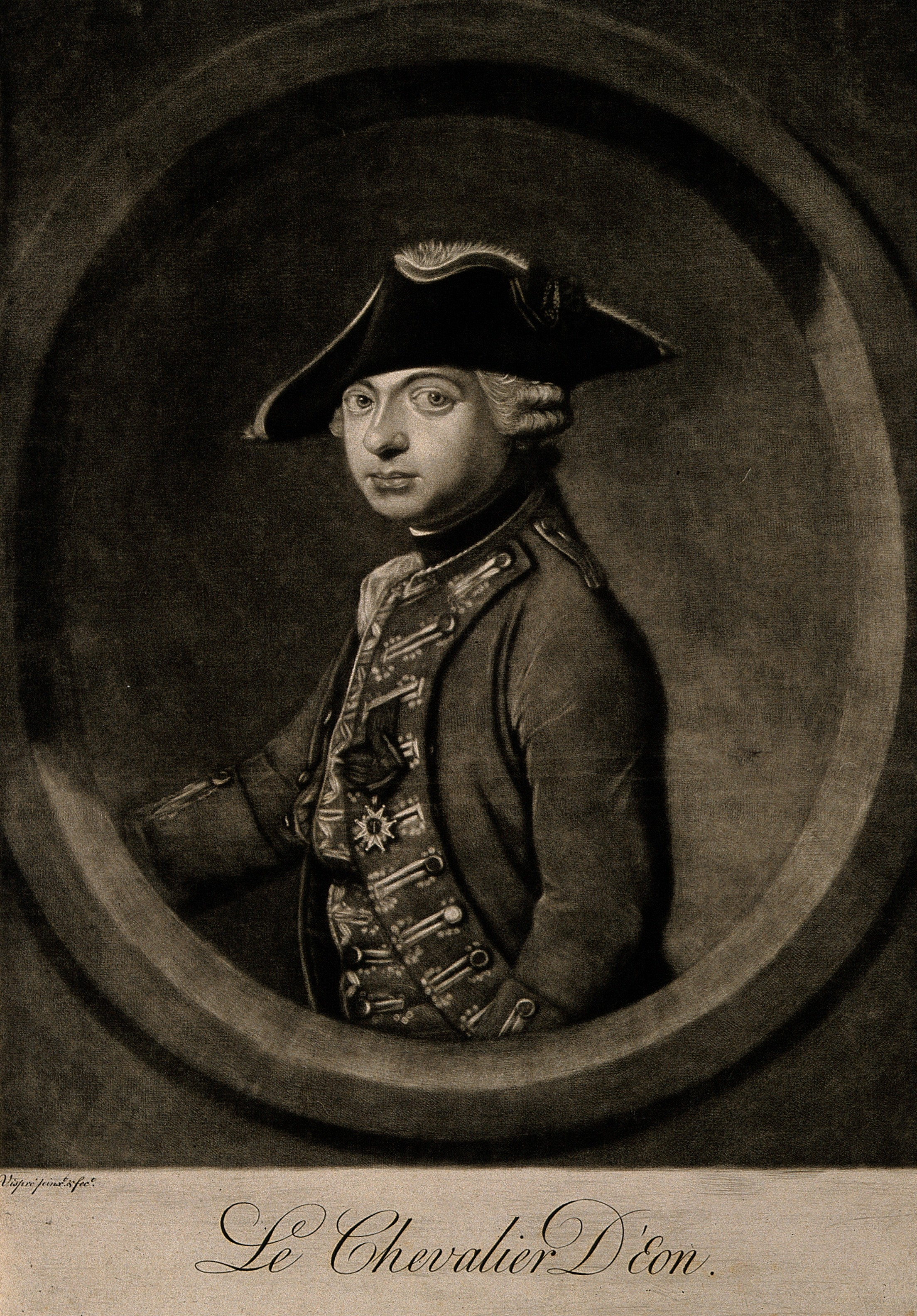
d’Éon jako młody żołnierz
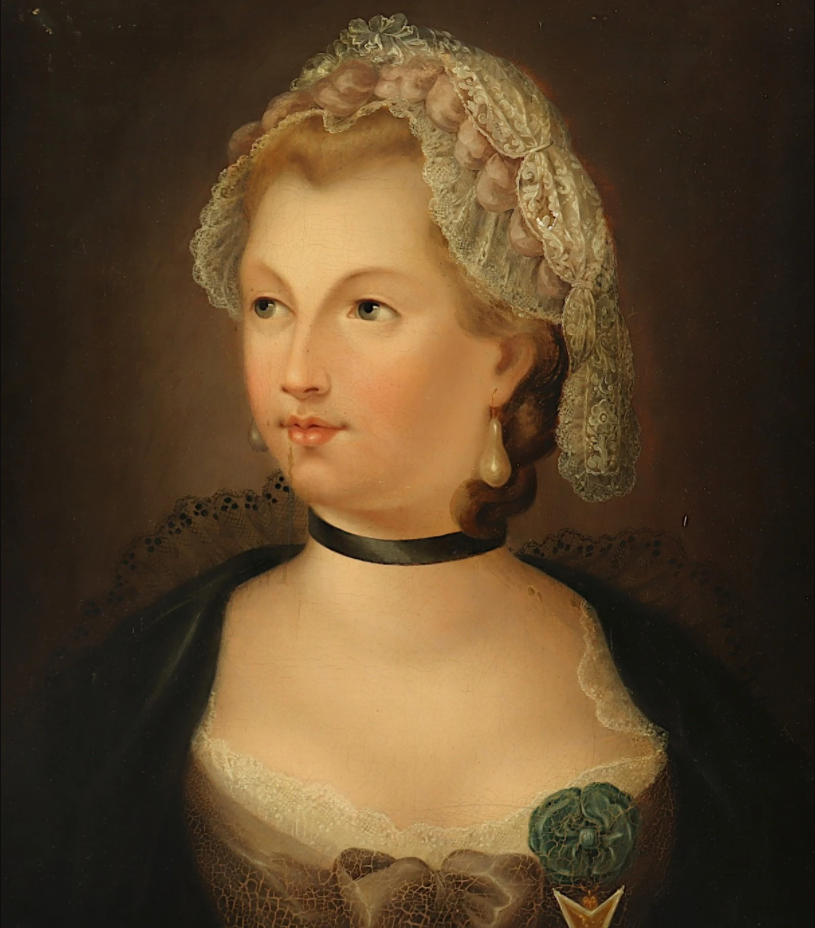
d’Éon na portrecie z XVIII wieku
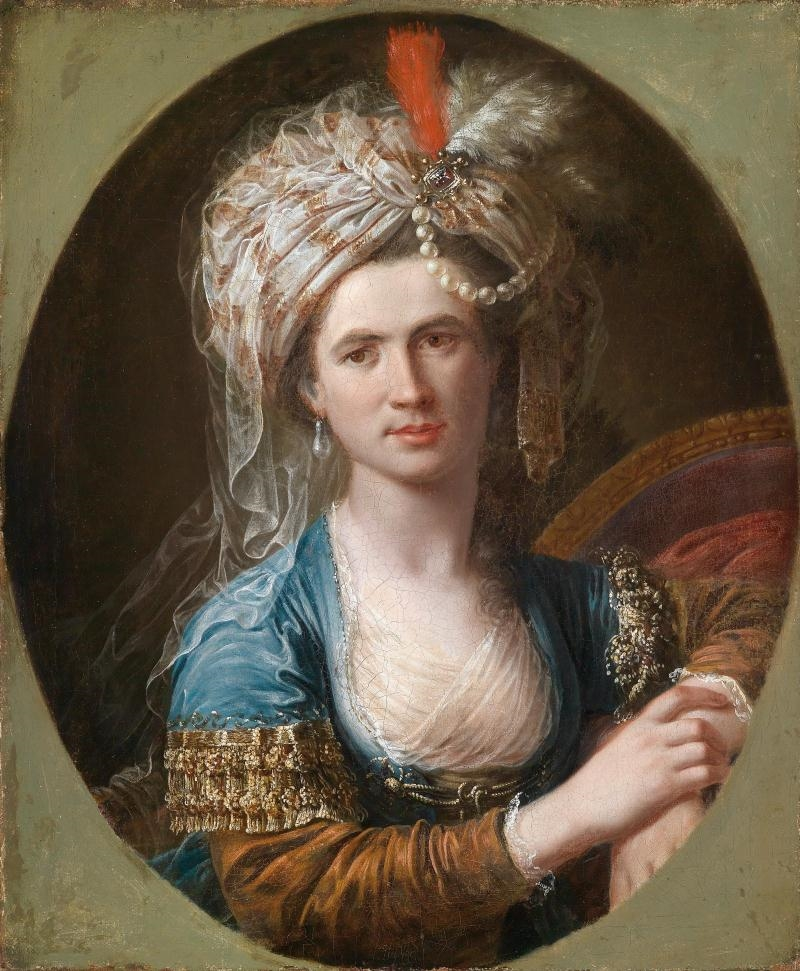
d’Éon w stroju kobiecym, ok. 1775
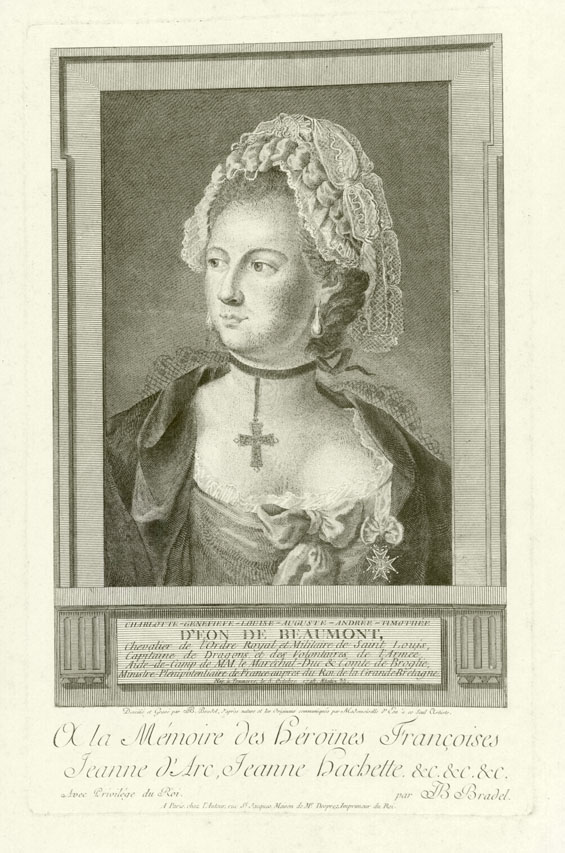
d’Éon na grafice autorstwa J.B. Bradela, 1779
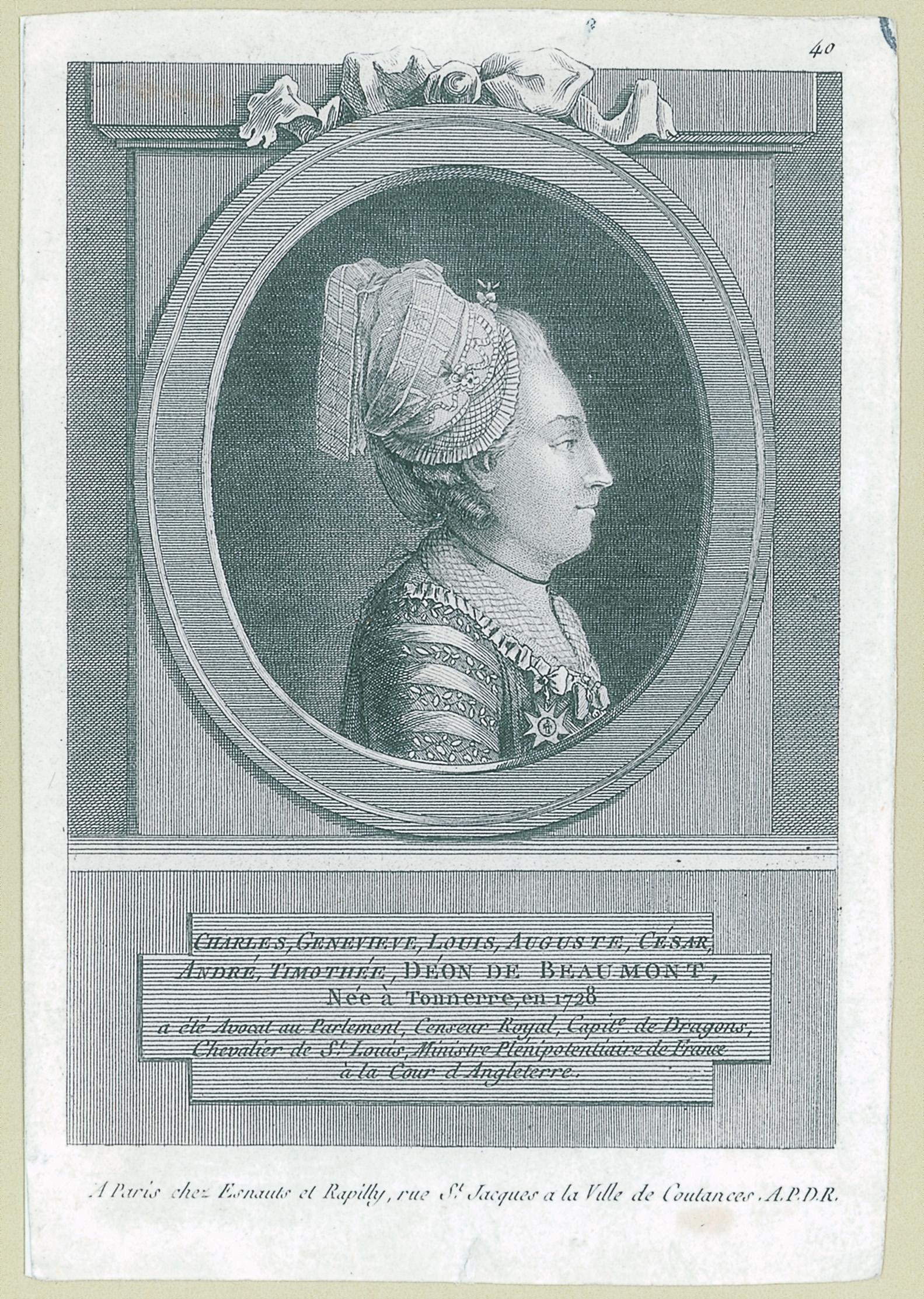
d’Éon jako Mademoiselle de Beaumont
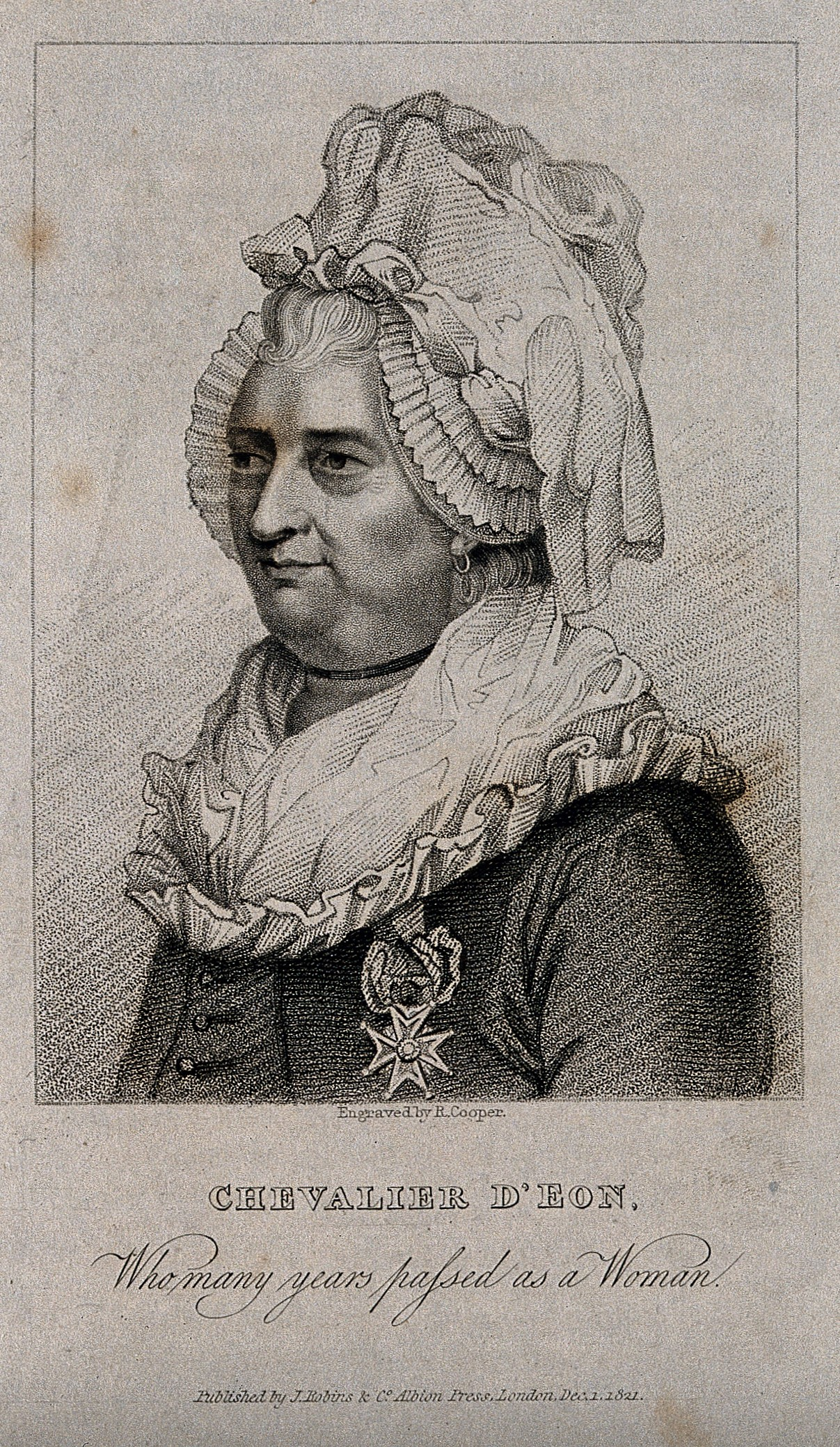
d’Éon na grafice autorstwa T. Chambersa, 1787